# Мартыненко, Иван Павлович
Иван Павлович Мартыненко (1922—1944) — сержант Рабоче-крестьянской Красной армии, участник Великой Отечественной войны, Герой Советского Союза (1944).

## Биография
Иван Мартыненко родился 15 октября 1922 года в селе Исайки (ныне — Богуславский район Киевской области Украины). Окончил семь классов школы. В июне 1941 года добровольно пошёл на службу в Рабоче-крестьянскую Красную Армию. С июля того же года — на фронтах Великой Отечественной войны.
К июню 1944 года сержант Иван Мартыненко командовал отделением 1063-го стрелкового полка 272-й стрелковой дивизии 7-й армии Карельского фронта. Отличился во время форсирования Свири. В ночь с 20 на 21 июня 1944 года Мартыненко во главе разведгруппы переправился через реку в районе городе Лодейное Поле и захватил «языка», а также лично подорвал финский дзот. Когда в атаку пошёл батальон, Мартыненко принял активное участие в прорыве финской обороны. 16 июля 1944 года он погиб в бою.
Указом Президиума Верховного Совета СССР от 21 июля 1944 года за «проявленный героизм, безграничную смелость при форсировании реки Свирь у города Лодейное Поле, захват плацдарма и уничтожение дзота противника» сержант Иван Мартыненко посмертно был удостоен высокого звания Героя Советского Союза. Также был награждён орденом Ленина и медалью «За отвагу».
Похоронен в городе Питкяранта.